# 2010 dans la France d'outre-mer
2008 dans la France d'outre-mer - 2009 dans la France d'outre-mer - 2010 dans la France d'outre-mer - 2011 dans la France d'outre-mer - 2012 dans la France d'outre-mer

Chronologie de la France
- 2006
- 2007
- 2008
- 2009
- 2010
- 2011
- 2012
- 2013
- 2014

## Chronologies de la France d'outre-mer

### La Réunion
- Samedi 6 mars 2010 : Trois personnes ont été tuées et une quatrième est portée disparue dans un accident de canyoning survenu dans le cirque de Salazie après une subite montée des eaux. Quatre autres personnes ont pu être récupérées saines et sauves et hélitreuillées[1].

- Mardi 16 mars 2010 : Le PS réunionnais annonce le maintien de sa liste au second tour des régionales, arrivée troisième au 1er tour avec 13,07 %, faute d'un accord avec la liste du président sortant du conseil régional Paul Vergès (PCR, 30,22 %), ce qui entraînera une triangulaire avec celle de la liste d'union de la droite du député-maire du Tampon, Didier Robert (UMP) arrivé second avec 26,43 %. Le PS souhaitait notamment revoir les grands projets de la majorité sortante, en particulier celui du tram-train (1,6 milliard d'euros), dont le financement n'est pas assuré. La liste Vergès a fusionné avec celle de Thien Ah Koon (DVD), ancien député-maire du Tampon (5,37 % au 1er tour). La liste de droite a de son côté fusionné avec la liste de Nadia Ramassamy (DVD, 5,92 %) et a obtenu le soutien de la liste du président de la Chambre de commerce Eric Magamootoo (4,99 %)[2].

- Vendredi 26 mars 2010 : Le député-maire UMP du Tampon Didier Robert (45 ans) est élu président du conseil régional de la Réunion par 27 voix contre 12 à Maya Césari (DVG), candidate de la liste du président sortant Paul Vergès (85 ans), chef du puissant PC réunionnais. Le nouveau président annonce l'abandon de plusieurs grands projets dont la Maison des civilisations et de l'unité réunionnaise (MCUR), d'un coût de 100 M d'euros et déclare qu'il n'est « pas favorable sous sa forme actuelle » au tram-train de la Réunion, un projet de 1,6 milliard d'euros (41 km de voies ferrées entre le nord et l'ouest de l'île) dont le financement n'est pas bouclé, proposant de le remplacer par un réseau de 2 000 bus circulant dans les 24 communes dont le coût serait de 650 millions d'euros, dont 250 pour des travaux d'aménagement routier[3].

- Lundi 12 avril 2010 : Selon l'Institut de veille sanitaire, une vingtaine de cas de chikungunya — 19 confirmés et quatre probables — ont été constatés ces dernières semaines sur la commune de Saint-Paul (ouest). Entre décembre 2005 et décembre 2006, 266 000 Réunionnais avaient été touchés et 250 en étaient morts[4].

- Jeudi 22 avril 2010 : Selon le bilan hebdomadaire de la Cellule interrégionale d'épidémiologie océan Indien (Cire), l'île de la Réunion compte 38 cas confirmés et 11 cas autres probables de personnes touchées par le virus du chikungunya. La grande majorité des personnes atteintes, par ce virus transmis par un moustique, résident sur la commune de Saint-Paul, la côte ouest de l'île où sont concentrés les hôtels. Selon l'Agence de santé océan Indien (ARS) seule 38 % de la population réunionnaise est immunisée contre la maladie depuis l'épidémie de 2005.

- Mercredi 12 mai 2010 : Le nombre de personnes touchées par le virus du chikungunya atteint 83 cas, dont 61 cas confirmés et 22 jugés probables. Depuis deux semaines, le virus, transmis par un moustique, a tendance à s'étendre sur toute l'île après avoir été concentré dans l'ouest qui demeure le principal foyer de transmission (51 cas au total). Afin d'empêcher la propagation de ces virus, une vaste campagne de démoustification a été menée dans l'île depuis plusieurs semaines.

- Jeudi 1er juillet 2010 : Selon un recensement des 165 espèces de la faune spécifique à l'île, réalisé par le comité français de l'Union internationale pour la conservation de la nature (UICN), plus d'un tiers des poissons d'eau douce et près de la moitié des crustacés de La Réunion sont en danger d'extinction alors que près du quart des espèces d'oiseaux de l'île « sont désormais éteintes » soit 13 espèces, dont 11 endémiques, sur les 55 qui étaient présentes avant l'arrivée de l'Homme. Chez les reptiles, « 4 espèces ont disparu dont trois étaient endémiques de la Réunion »[5],[6].

- Lundi 6 septembre 2010 : La préfecture de la Réunion a activé le niveau de vigilance du plan ORSEC Volcan (Organisation de la réponse de la sécurité civile) car le Piton de la Fournaise pourrait entrer en éruption « dans les jours ou semaines à venir ». L'observatoire volcanologique a constaté depuis la mi-août une « augmentation lente continue du nombre de séismes » et depuis samedi, une « trentaine d'événements sismiques » ont été enregistrés, ainsi que « quelques éboulements à l'intérieur du cratère Dolomieu ».

- Mercredi 13 octobre 2010 : Le feu a ravagé depuis lundi 350 hectares du parc national de l'île, classé au Patrimoine mondial de l'humanité. Des renforts de Mayotte et de métropole ont été demandés par le préfet. Malgré la mobilisation de cinq hélicoptères dont trois bombardiers d'eau, de 23 camions citerne des pompiers et de 250 personnes, le feu, attisé par un vent violent, n'a toujours pas été circonscrit, car « le site est difficile d'accès en raison de la dénivellation du terrain. Les bases du foyer se situent à 1.800 m d'altitude, ce qui impose des détachements héliportés »[7].

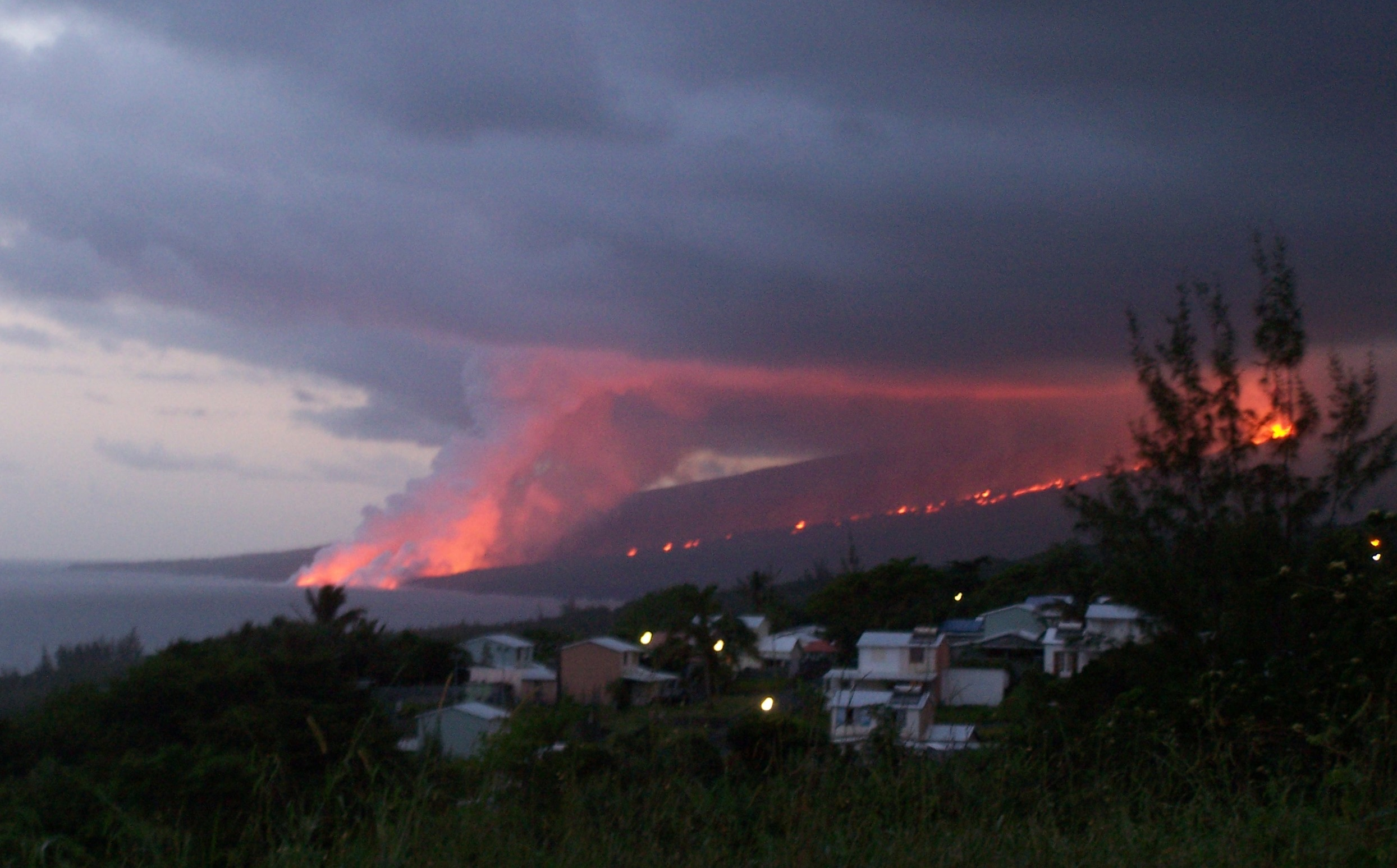
Éruption du piton de la Fournaise, avril 2007

- Jeudi 14 octobre 2010 : Le volcan du Piton de la Fournaise, après une augmentation de l'activité sismique constatée ces derniers jours, est entré en éruption et le préfet a déclenché l'alerte 2 du plan de secours. L'éruption présente un débit stable et se situe dans le site de l'Enclos, une zone inhabitée en fer à cheval s'ouvrant sur la mer. La dernière éruption du Piton de la Fournaise remonte à janvier et avait duré une dizaine de jours. Ce volcan de la Réunion, de type hawaïen, est l'un des plus actifs de la planète et entre en éruption en moyenne deux à trois fois par an sans présenter de danger pour la population, la lave s'écoulant le plus souvent dans une zone éloignée de toute habitation.